# Ramón Díaz del Río Jáudenes
Ramón Díaz del Río Jáudenes   (Vigo, 11 de desembre de 1940 - Vigo, 20 de novembre de 2023) va ser un polític i enginyer naval gallec. El 1968 es llicencià a l'Escola Tècnica Superior d'Enginyers Navals de Madrid i durant molts anys treballà en diverses empreses del sector naval. Militant d'Alianza Popular (després Partit Popular) fou conseller de pesca (1982) i d'indústria, energia i comerç (1984) a la Xunta de Galicia. Fou elegit diputat a les eleccions al Parlament de Galícia de 1985, però deixà el seu escó el 1987 quan fou elegit diputat a les eleccions al Parlament Europeu de 1987. De 1988 a 1989 fou vicepresident de la delegació per a les relacions amb els països del Magreb del Parlament Europeu. El 1996 fou nomenat director gerent de la Fundació Provigo.